# Gentianella tortuosa
Gentianella tortuosa är en gentianaväxtart som först beskrevs av Marcus Eugene Jones, och fick sitt nu gällande namn av John Montague Gillett. Gentianella tortuosa ingår i släktet gentianellor, och familjen gentianaväxter. Inga underarter finns listade i Catalogue of Life.